# Phaeohelotium carneum
Phaeohelotium carneum är en svampart som först beskrevs av Elias Fries, och fick sitt nu gällande namn av Hengstm. 2009. Phaeohelotium carneum ingår i släktet Phaeohelotium och familjen Helotiaceae.  Arten är reproducerande i Sverige. Inga underarter finns listade i Catalogue of Life.